# Medalia Fields
Medalia Fields este cel mai prestigios premiu internațional pentru excelență în cercetarea matematică, echivalentul Premiului Nobel, care nu se acordă decât matematicienilor. Poartă numele matematicianului canadian John Charles Fields, care l-a inițiat. Turnată din aur 14k., medalia este însoțită de un premiu de 15.000 dolari canadieni (C$), adică ceva mai mult de 10.000 de euro. 
Decernat pentru prima dată în 1936, iar după al Doilea Război Mondial (mai exact din 1950), premiul este acordat unui număr de maximum patru matematicieni care nu au împlinit vârsta de 40 de ani la 1 ianuarie a anului decernării, din patru în patru ani, la fiecare ediție a Congresului Internațional de Matematică (ICM), ca o recunoaștere a întregii activități stiințifice a celor mai dotați tineri matematicieni din lume, spre deosebire de premiul Nobel, care se conferă pentru o anumită realizare științifică deschizătoare de drumuri.

## Despre medalie
John Charles Fields (1863-1932) a propus lansarea acestei medalii la un congres internațional la Toronto. El a lăsat ca moștenire întreaga sa avere în acest scop. Inițial se acordau numai două medalii la fiecare congres. În 1966 s-a luat decizia de a se împărți patru medalii (într-un fel, o medalie pe an) deoarece congresele nu au avut loc între anii 1936-1950 din cauza celui de al Doilea Război Mondial.
Turnată în aur 14k., medalia a fost desenată de sculptorul canadian Robert Tait McKenzie. 
Pe fața medaliei apare profilul lui Arhimede și citatul atribuit lui: „Înalță-te peste tine însuți și vei cuprinde lumea” (în latină : „Transire suum pectus mundoque potiri”), iar pe revers, pe  fundal, mormântul lui Arhimede cu gravura teoremei sale preferate, „sfera și cilindrul” circumscrise la diametru și înălțime identice (raportul dintre suprafața și volumul ambelor este egal cu 2/3) și inscripția latină:„Oferită de matematicienii adunați din toată lumea pentru remarcabilele scrisuri”
| “ | CONGREGATI EX TOTO ORBE MATHEMATICI OB SCRIPTA INSIGNIA TRIBUERE | ” |

O creangă a pomului de lângă mormântul lui Arhimede poartă incrustat numele laureatului.

## Incidente legate de decernarea premiului
La congresul (ICM) din 1998 președintele comitetului de decernare a medaliilor Fields, Yuri I. Manin l-a prezentat pe laureatul Andrew Wiles care, deoarece depășise cu puțin vârsta de 40 de ani, a fost singurul medaliat care a primit o medalie de argint placat cu aur - ca un omagiu pentru demonstrarea Ultimei teoreme a lui Fermat

## Laureați
| Anul | Congresul Internațional de Matematică (ICM) de la: | Laureați: |
| ---- | -------------------------------------------------- | --- |
| 1936 | Oslo, Norvegia                                     | Lars Ahlfors, Finlanda Jesse Douglas, SUA                                                                          |
| 1950 | Cambridge, Statele Unite                           | Laurent Schwartz, Franța Atle Selberg, Norvegia                                                                    |
| 1954 | Amsterdam, Olanda                                  | Kunihiko Kodaira, Japonia Jean-Pierre Serre, Franța                                                                |
| 1958 | Edinburgh, Marea Britanie                          | Klaus Roth, UK René Thom, Franța                                                                                   |
| 1962 | Stockholm, Suedia                                  | Lars Hörmander, Suedia John Milnor, SUA                                                                            |
| 1966 | Moscova, Uniunea Sovietică                         | Michael Atiyah, Marea Britanie Paul Joseph Cohen, SUA Alexandre Grothendieck, Franța Stephen Smale, SUA            |
| 1970 | Nisa, Franța                                       | Alan Baker, M. Britanie Heisuke Hironaka, Japonia Sergei Novikov, URSS John G. Thompson, SUA                       |
| 1974 | Vancouver, Canada                                  | Enrico Bombieri, Italia David Mumford, SUA                                                                         |
| 1978 | Helsinki, Finlanda                                 | Pierre Deligne, Belgia Charles Fefferman, SUA Grigory Margulis, URSS Daniel Quillen, USA                           |
| 1982 | Varșovia, Polonia                                  | Alain Connes, Franța William Thurston, SUA Shing-Tung Yau, SUA                                                     |
| 1986 | Berkeley, Statele Unite                            | Simon Donaldson, M. Britanie Gerd Faltings, Germania Michael Freedman, SUA                                         |
| 1990 | Kyoto, Japonia                                     | Vladimir Drinfeld, URSS Vaughan F. R. Jones, Noua Zeelandă Shigefumi Mori, Japonia Edward Witten, SUA (fizician)   |
| 1994 | Zürich, Elveția                                    | Jean Bourgain, Belgia Pierre-Louis Lions, Franța Jean-Christophe Yoccoz, Franța Efim Zelmanov, Rusia               |
| 1998 | Berlin, Germania                                   | Richard Borcherds, M. Britanie Timothy Gowers, M. Britanie Maxim Kontsevich, Rusia Curtis T. McMullen, SUA         |
| 2002 | Beijing, China                                     | Laurent Lafforgue, Franța Vladimir Voevodsky, Rusia                                                                |
| 2006 | Madrid, Spania                                     | Andrei Okounkov, Rusia Grigori Perelman, Rusia — medalie refuzată Terence Tao, Australia Wendelin Werner, Franța   |
| 2010 | Hyderabad, India                                   | Elon Lindenstrauss, Israel / Ngô Bảo Châu, Vietnam/Franța Stanislav Smirnov, Rusia Cédric Villani, Franța          |
| 2014 | Seul, Coreea de Sud                                | / Artur Avila, Brazilia/Franța / Manjul Bhargava, Canada / SUA Martin Hairer, Austria Maryam Mirzakhani, Iran      |
| 2018 | Brazilia, Rio de Janeiro                           | / Caucher Birkar, Iran/Marea Britanie Alessio Figalli, Italia Peter Scholze, Germania Akshay Venkatesh, Australia  |
| 2022 | Helsinki, Finlanda                                 | Hugo Duminil-Copin, Franța / June Huh, SUA / Coreea de Sud James Maynard, Marea Britanie Maryna Viazovska, Ucraina |

## Distribuția medaliilor după state
| Statele Unite | 13 |  |  |
| Franța        | 12 |  |  |
| Rusia         | 9  |  |  |
| Regatul Unit  | 6  |  |  |
| Japonia       | 3  |  |  |
| Belgia        | 2  |  |  |
| Austria       | 1  |  |  |
| Finlanda      | 1  |  |  |
| Iran          | 1  |  |  |
| Israel        | 1  |  |  |
| Italia        | 1  |  |  |
| Norvegia      | 1  |  |  |
| Noua Zeelandă | 1  |  |  |
| Suedia        | 1  |  |  |
| Germania      | 1  |  |  |
| Australia     | 1  |  |  |
| Apatrizi      | 1  |  |  |

## Distribuția medaliilor după instituțiile de cercetări și studiu[18]
La momentul medalierii laureații activau în cadrul următoarelor instituții:
| Universitatea Princeton                     | 13 |  |
| Universitatea din Paris                     | 8  |  |
| Universitatea Cambridge                     | 4  |  |
| Universitatea Harvard                       | 4  |  |
| Institut des Hautes Etudes Scientifiques    | 4  |  |
| Universitatea Oxford                        | 3  |  |
| Massachusetts Institute of Technology (MIT) | 2  |  |
| Universitatea California - Berkeley         | 2  |  |
| Universitatea din Moscova                   | 2  |  |
| Universitatea Stanford                      | 2  |  |
| Ecole normale supérieure de Lyon            | 1  |  |
| Universitatea California - Los Angeles      | 1  |  |
| Universitea California - San Diego          | 1  |  |
| Université de Genève                        | 1  |  |
| Universitatea Ebraică din Ierusalim         | 1  |  |
| Universitatea din Harkov                    | 1  |  |
| Universitatea Kyoto                         | 1  |  |
| Universitatea din Londra                    | 1  |  |
| Université de Nancy                         | 1  |  |
| Universitatea din Pisa                      | 1  |  |
| Universitatea Rutgers                       | 1  |  |
| Universitatea din Stockholm                 | 1  |  |
| Université de Strasbourg                    | 1  |  |
| Universitatea Wisconsin                     | 1  |  |